# Фомін Семен Якович
Семе́н Я́кович Фомі́н (2 лютого 1904, місто Москва, тепер Російська Федерація — 5 березня 1982, місто Москва, тепер Російська Федерація) — радянський державний діяч, міністр будівельного і дорожнього машинобудування СРСР.

## Біографія
Народився в родині робітника-бляхара. У 1920–1922 роках — учень слюсаря, помічника шофера гаража Московської губернської спілки, помічника техніка Жовтневої залізниці.
З 1922 року працював розмітником та слюсарем на заводі Автомобільного московського товариства («АМО») в Москві, одночасно з 1922 до 1925 року навчався на вечірньому факультеті Московського механіко-машинобудівного інституту імені Ломоносова.
У 1925–1926 роках — технік заводу імені Будьонного у Москві.
З 1926 до 1927 року служив у Червоній армії.
У 1927—1929 роках — технік, майстер ремонтного цеху заводу імені Будьонного у Москві.
У 1929—1930 роках — студент Московського механіко-машинобудівного інституту імені Ломоносова.
У 1930 році закінчив Московський механіко-машинобудівний інститут імені Ломоносова, інженер-механік.
У 1930–1931 роках — головний інженер — заступник директора Краснохолмського зернорадгоспу Оренбурзької області.
У 1931–1933 роках — начальник цеху; начальник технічного відділу — заступник головного інженера заводу «Станкопатрон» у Муромі.
У 1933 — листопаді 1938 року — заступник головного механіка, головний механік заводу, начальник відділу налагодження, начальник виробництва верстатобудівного заводу імені Серго Орджонікідзе в Москві.
У листопаді 1938 — квітні 1939 року — головний інженер Київського заводу верстатів-автоматів імені Горького.
У квітні 1939 — травні 1941 року — директор Київського заводу верстатів-автоматів імені Горького.
Член ВКП(б) з травня 1941 року.
З травня 1941 року — начальник виробничо-розпорядчого відділу та член колегії Народного комісаріату верстатобудування СРСР.
У 1941—1942 роках — заступник начальника виробничо-розпорядчого відділу Народного комісаріату танкової промисловості СРСР.
У 1942—1946 роках — заступник народного комісара верстатобудування СРСР.
У 1946 — 1 червня 1949 року — заступник міністра будівельного і дорожнього машинобудування СРСР.
1 червня 1949 — 5 березня 1953 року — міністр будівельного і дорожнього машинобудування СРСР.
У березні 1953 — квітні 1954 року — заступник міністра транспортного та важкого машинобудування СРСР.
У квітні 1954 — червні 1957 року — заступник міністра верстатобудівної та інструментальної промисловості СРСР.
У червні 1957 — травні 1958 року — начальник відділу верстатобудівної та інструментальної промисловості Держплану РРФСР.
У травні 1958 — листопаді 1960 року — представник Державного комітету Ради Міністрів СРСР із зовнішньоекономічних питань — радник посольства СРСР у Китайській Народній Республіці з економічних питань.
З листопада 1960 до квітня 1963 року перебував на пенсії в Москві.
У квітні 1963 року повернувся на роботу, призначений консультантом відділу машинобудування апарату Ради економічної взаємодопомоги. У січні 1964 — червні 1968 року — відповідальний секретар міжурядової радянсько-чехословацької комісії з економічного та науково-технічного співробітництва.
З червня 1968 року — персональний пенсіонер союзного значення в Москві.
Помер 5 березня 1982 року в Москві. Похований на Кунцевському цвинтарі Москви.

## Звання
- майор

## Нагороди
- орден Вітчизняної війни І ст.
- два ордени Трудового Червоного Прапора (22.02.1954)
- орден Червоної Зірки
- орден «Знак Пошани»
- медалі